# Club des cordeliers

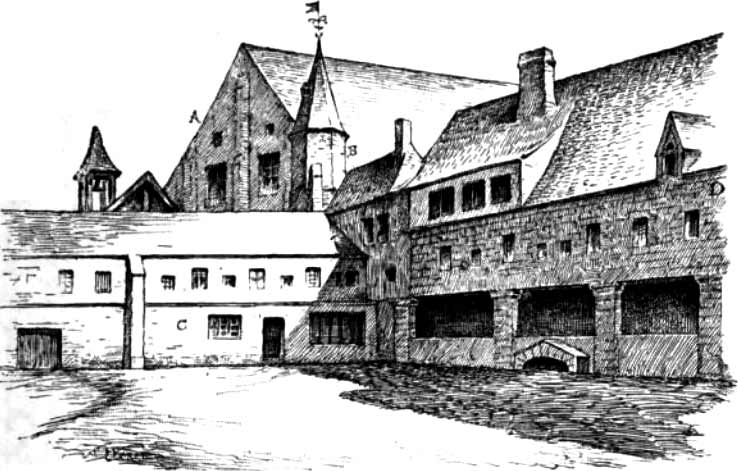
Le couvent des Cordeliers.

La Société des Amis des droits de l’homme et du citoyen appelée également Club des cordeliers est une société politique fondée à Paris en avril 1790 et dont l'activité cesse définitivement entre mai et juin 1795. Parmi les multiples foyers de sociabilité politique qui fleurirent sous la Révolution française, il occupe une place importante en particulier entre la fuite à Varennes et la proclamation de la Première République. Il se distingue dès sa fondation par une radicalité assumée et une indépendance farouche à l’égard des institutions établies. Lorsque les districts sont supprimés par décret le 21 mai 1790, la Société prend le relais d’un espace de mobilisation déjà actif, celui du district des Cordeliers, haut lieu d’agitation politique dès 1789. Bien plus qu’un simple cercle de débats, le Club des Cordeliers fut un acteur politique de premier plan. Son rôle ne se résume pas à une radicalité doctrinale ; il intervint directement dans les affaires publiques, contestant tour à tour le pouvoir exécutif et l’Assemblée constituante. Contrairement aux Jacobins, dont les membres siègent largement dans les instances législatives, les Cordeliers se tiennent en marge des pouvoirs constitués, ce qui renforce leur liberté d’action et leur capacité d’opposition. Le club, ouvert aux citoyens les plus modestes, se veut une tribune populaire et une vigie démocratique, s’érigeant en défenseur intransigeant de l’application stricte de la Déclaration des droits de l’homme et du citoyen.

## Origine du nom «cordeliers»
Le nom cordeliers était le surnom des moines franciscains, qui, habillés de manière très simple, portaient une corde en guise de ceinture. Par une curieuse ironie (seulement ?) du sort, les franciscains avaient été, au Moyen Âge, un ordre rival des dominicains, que l'on appelait au Moyen Age les jacobins, en raison de leur installation dans l'hospice de Saint-Jacques-le-Majeur de Paris. Un deuxième couvent parisien fondé par les dominicains devait donner son nom au Club des jacobins, club révolutionnaire influent et pour un temps opposé à celui des Cordeliers.
Si le nom de « Cordeliers », devenu par la suite un sobriquet assumé par les membres eux-mêmes, tire son origine du couvent des Cordeliers où la société tint ses assises jusqu’en mai 1791. Mais il renvoie aussi au souvenir des actions décisives menées par le district du même nom en 1789-1790, notamment dans la surveillance des autorités et la dénonciation des abus du pouvoir. Ainsi, lorsqu’il est question des « Cordeliers », l’expression peut renvoyer à trois réalités distinctes mais entremêlées : un lieu, le couvent où se tenaient initialement leurs séances ; une société politique, fer de lance du républicanisme naissant ; et une section révolutionnaire, celle du Théâtre-Français, qui fut l’une des plus engagées de la capitale. Dans chacune de ces dimensions, les Cordeliers firent de la surveillance du pouvoir, de la défense des sans-culottes et de la lutte contre l’arbitraire les piliers de leur engagement.

## Les lieux de réunions et les séances

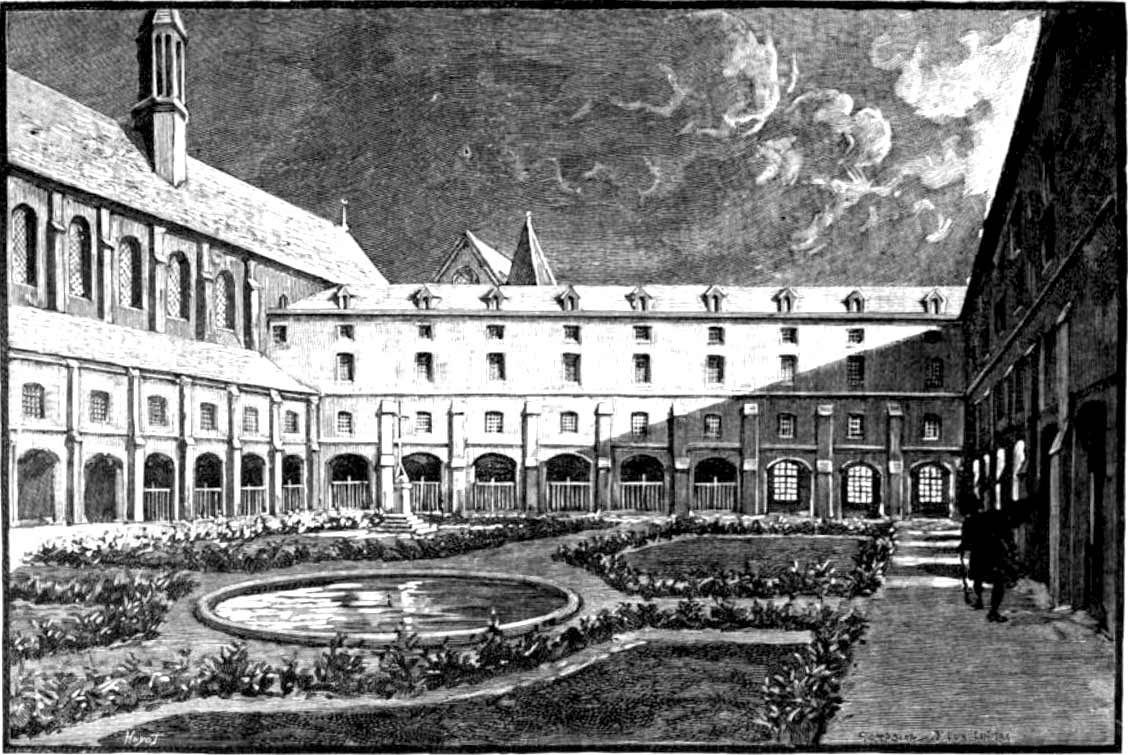
Le cloître et le Club des Cordeliers en 1793.

Si l’effervescence et la radicalité des débats du Club des Cordeliers ont souvent retenu l’attention des contemporains comme des historiens, son organisation interne, rigoureuse et structurée, mérite d’être soulignée. À l’instar des autres sociétés révolutionnaires, les Cordeliers fonctionnaient selon des règles précises, avec des séances présidées par des figures élues, un secrétariat garantissant la continuité des délibérations et un corps de commissaires chargé de veiller à l’exécution des décisions adoptées. Leurs arrêtés et délibérations ne faisaient pas systématiquement l'objet d'une impression contrairement aux pétitions. Leurs procès-verbaux, aujourd’hui disparus, demeuraient sous forme manuscrite, ce qui limite la possibilité d’une reconstitution exhaustive de leurs activités.
Le Club des Cordeliers ne devait pas rester longtemps dans l'ancien couvent des Cordeliers, situé entre la rue Racine, la rue Monsieur-Le-Prince et la rue de l'École de Médecine. Selon Alfred Bougeart, c’est le réfectoire du couvent qui fut d’abord affecté, en 1789, aux assemblées des électeurs du district. Initialement, il partageait les locaux avec la section du Théâtre-Français d’octobre 1790 à mai 1791, jusqu'à ce que l’église soit fermée par arrêté de Bailly en raison des troubles dans la capitale. Le 12 mai 1791, par ordre municipal, le Club des Cordeliers se retrouve sans local. Pendant trois semaines, le club erre et tente de se réunir en divers endroits : le Jeu de Paume de la rue Mazarine, le couvent des Grands-Augustins, et même une salle de bal de la rue des Boucheries-Saint-Germain. Après cette période d’errance, le Club des Cordeliers signe, le 18 mai 1791, un bail pour une salle située au niveau du 16-18 de la rue Dauphine,, rebaptisée rue de Thionville en 1792, au n° 105 où devait se tenir ses séances jusqu’en 1794. Les murs de cet ancien hôtel de Genlis, qui devait plus tard correspondre l’« Hôtel Impérial », servait depuis 1782 à des réunions littéraires et scientifiques pour la « Société apollinienne » fondée par Antoine Court de Gébelin et rejoint par Cailhava ; la loge franc-maçonne des Neuf Sœurs s'y réunissait depuis 1787,. Initialement conçu comme une salle vaste et meublée, il fut progressivement orné d’éléments symboliques. Les sources attestent qu’un tableau sous verre représentant la Déclaration des Droits de l’Homme et du Citoyen y fut ajouté ultérieurement, de même que les bustes de Le Peletier et de Marat et une arche, boîte de verre, contenant la pétition sauvée lors de la fusillade du Champs-de-Mars. À une date postérieure, les cœurs de Verrières et de Marat y furent déposés, conservés dans un vase en agate richement orné (mi-1793). Un témoignage pour le moins hostile, celui de Pierre Joseph Alexis Roussel, commissaire de police sous le Consulat, décrit l’intérieur du club en décembre 1792 avec un regard caricatural. Il évoque une salle au mobilier rudimentaire, où le tableau de la Déclaration des Droits de l’Homme était encadré de poignards en sautoir, sous la garde des bustes en plâtre de Brutus et de Guillaume Tell. 

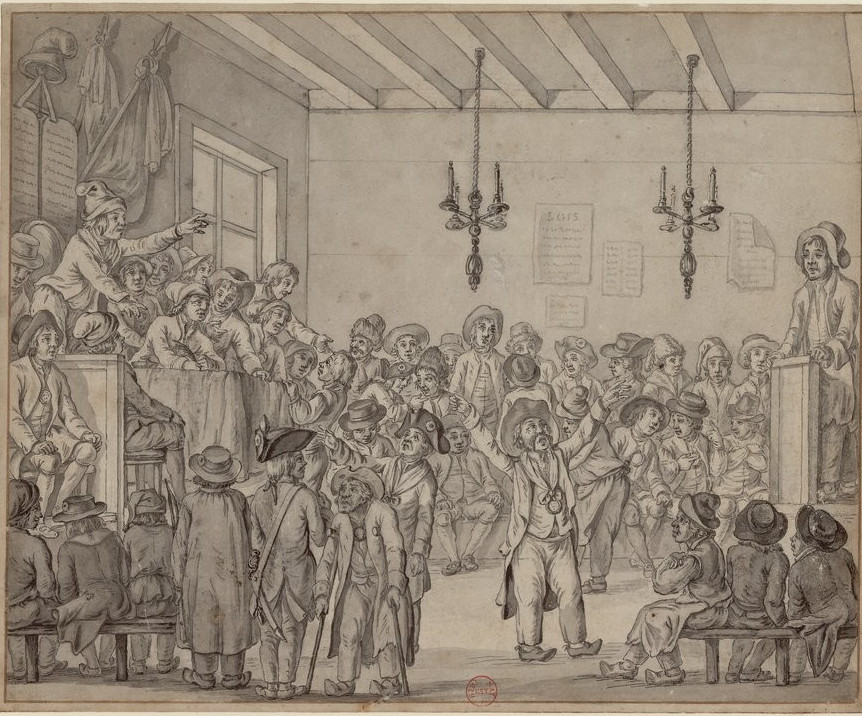
Une société populaire en 1793. Dessin de Louis-René Boquet

En face, ceux de Mirabeau, Helvétius - bustes qui auraient été détruits au cours de cette même séance - et Rousseau surmontaient des chaînes rouillées, censées provenir de la Bastille. Si ce récit, fantaisiste, reflète un évident parti pris négatif, il permet néanmoins d’entrevoir l’iconographie révolutionnaire du club. Dans ses derniers mois d’existence, alors qu’il est en déclin, il retourne dans la salle de danse de Ciriez, rue des Boucheries, lieu brièvement occupé lors de ses premières errances. Enfin, un éphémère projet d'installation du Club à Marseille n'a laissé aucune réalisation concrète.

## Histoire du Club des cordeliers

### Aux origines: du district au Club
La transformation du district en club s’inscrit dans un contexte plus large de mobilisation populaire et de culture de la vigilance. Dès l’été 1789, à Paris, des groupes de citoyens s’étaient organisés pour surveiller les représentants qu’ils avaient envoyés aux États généraux et pour défendre les acquis de la Révolution face aux menaces contre-révolutionnaires. L’ancien district ne disparaît pas totalement avec la réorganisation administrative de 1790 : ses membres poursuivent leur engagement sous l’égide de la Section du Théâtre-Français, tenant des réunions publiques dans l’ancien réfectoire des Cordeliers. Cette distinction est importante, car elle explique pourquoi des figures comme Danton, Marat ou Desmoulins sont souvent associées au Club des Cordeliers sans en avoir été membres à proprement parler. Danton, quatre fois président du district, préfère militer chez les Jacobins. Camille Desmoulins, quant à lui, devait jouer sur cette ambiguïté en intitulant son journal Le Vieux Cordelier, référence au district et non au club, dans une tentative de rallier les Jacobins modérés contre l’aile radicale de la Société. Le club se structure, toléré en vertu du droit de réunion, tout en se distinguant d’autres groupes aux opinions « avancés » comme le projet de Comité central de François Robert ou le Cercle social de l'abbé Fauchet.

### Avant la fuite à Varennes
Dès avril 1790, le Club des Cordeliers se manifeste dans le paysage révolutionnaire en revendiquant un rôle de gardien vigilant des principes révolutionnaires. Il proclame sa mission le 27 du mois : « dénoncer au tribunal de l’opinion publique les abus des différents pouvoirs et toute atteinte aux droits de l’homme ». Le club se forge une identité résolument démocratique et populaire. Alors que l’Assemblée nationale maintient un suffrage censitaire, les Cordeliers contestent l’exclusion politique du peuple et prennent la tête du mouvement en faveur du suffrage universel. Leur radicalité se double d’une inclination républicaine précoce : depuis plusieurs mois, nombre de leurs membres expriment leur hostilité à la monarchie et esquissent les contours d’un régime sans roi. Pourtant, jusqu’en juin 1791, leur position à l’égard de Louis XVI demeure ambiguë. Comme d’autres démocrates, ils imputent les manœuvres contre-révolutionnaires à son entourage, préférant croire à un roi prisonnier de l’aristocratie plutôt qu’à un monarque foncièrement hostile à la Révolution. Leur politique se résume alors à un objectif : empêcher le roi de fuir, le maintenir sous contrôle et l’assujettir aux intérêts révolutionnaires.
La fuite du roi à Varennes, dans la nuit du 20 au 21 juin 1791, vient balayer ces derniers scrupules. Cet événement, perçu comme une trahison irrévocable, provoque un basculement au sein du club. Les Cordeliers sont parmi les premiers à exiger la déchéance du monarque, dénonçant son départ non comme un enlèvement, mais comme le choix d'un roi parjure.

### Les pétitions et la fusillade du Champ-de-Mars
À la suite de la fuite du roi à Varennes (20-21 juin 1791), le débat sur le devenir de la monarchie fracture le camp révolutionnaire. Tandis que les Jacobins et d’autres groupes patriotes hésitent sur la conduite à adopter, le Club des Cordeliers se positionne sans ambiguïté en faveur d’un changement de régime. Dès les jours qui suivent, il initie une campagne pétition visant à obtenir la déchéance de Louis XVI et la convocation d’un nouveau pouvoir constituant. Elle est affichée et transmises aux clubs des départements. Cette attitude marque une rupture avec les tendances plus modérées de l’Assemblée nationale et d’une partie du mouvement révolutionnaire mais suit également l'entrée des Cordeliers dans une voie « extra-légale » où semble de dessiner l'appel à l’insurrection. 
Le 14 juillet 1791, la pétition dite des Cent rédigée par Massoulard de Mafran, est déposée à l'Assemblée le menaçant des risques de guerre civile que pouvaient entraîner le maintien du roi. Le 15, ils se rendent sur le Champs-de-Mars, accompagnés par les représentants des Sociétés fraternelles et rédige une nouvelle pétition commune, que signe le cordeliers Sainties. Le 16, des commissaires nommés par la société, rédigent aux Jacobins une nouvelle pétition commune  qui est déposée sur l’autel de la Patrie au Champ-de-Mars avant d'être imprimé chez Momoro. Son contenu explicite la nécessité pour l'Assemblée de mettre un terme au pouvoir exécutif du souverain - actant son « abdication » contractuelle - et d’organiser son remplacement par voie constitutionnelle. Une dernière pétition est rédigée le 17 juin sur l'autel de la Patrie par Dunouy, Peyre et Robert. Il s'agit cette fois pour les Cordeliers de faire entendre leur voix contre le décret de l'Assemblée nationale rétablissant Louis XVI dans ses fonctions mais également d'appeler à la dissolution de l'Assemblée. L’ampleur du rassemblement, perçu par les autorités comme une menace pour l’ordre public, conduit à la déclaration de la loi martiale et à l’intervention de la Garde nationale sous les ordres de La Fayette et du maire Bailly. La manifestation du Champ-de-Mars qui s’ensuit fait plusieurs dizaines de morts, marquant une césure dans le processus révolutionnaire et une première répression sanglante contre les éléments les plus radicaux du mouvement populaire, pourtant désarmés. Le soir du massacre, le Club est fermé autoritairement par la municipalité de Paris, qui place deux canons devant son entrée. Quelques membres se rassemblent dans la salle de bal de Cirier. 
Dans les semaines qui suivent, la répression vise les individus plutôt que le Club lui-même. Plusieurs Cordeliers, dont Dunouy, Antoine-François Momoro sont poursuivis ou contraints à la clandestinité, tandis que l’organisation en tant que telle demeure une instance légale. L’espace public et la presse cordelière observent une brève période de retrait, imposée par le contexte politique, mais qui prend fin avec la proclamation de la Constitution de 1791, rejetée par le Club. 
Toutefois, plus encore que la répression, c’est une scission interne qui affaiblit durablement le Club à la fin de l’année. En décembre 1791, une fraction plus modérée, dirigée par Boucher Saint-Sauveur et Rutledge, fait dissidence et fonde le Club de la Vieille Monnaie.
Les Cordeliers après une douloureuse scission, perdent une partie de leurs membres - dont certains fondateurs - mais également de leur influence. Dans le même temps, un renouvellement du personnel s’opère au printemps 1792, renforçant la radicalité du Club. De nouvelles figures émergent, parmi lesquelles Chaumette, Hébert et Jacques Roux. Leur montée en influence annonce un positionnement plus radical.

### Le Club sous la Convention
Pendant quelques mois, entre la fin de l'année 1792 et le début de 1793, le Club agit en retrait, quand la Section du Théâtre-Français, l'ancien district des Cordeliers, mené par Danton, retrouve un véritable dynamisme révolutionnaire. Ils ne semblent pas jouer un rôle très actif dans l’organisation de l’insurrection du 10 août 1792, qui amène la chute de la royauté en France. Ils sont cependant parmi les premiers, en amont, à réclamer la convocation d’une Convention nationale. Leur influence s’exerce alors en marge des institutions officielles, dans un moment où se redéfinit l’architecture politique du régime. La Société devient un espace de réflexion civique et un relais politique pour certains de ses membres, tout en étendant son influence aux sphères militaires après la nomination de Jean-Nicolas Pache au ministère de la Guerre (3 octobre 1792). Des figures telles qu’Hébert et Vincent, mais aussi Chaney (commissaire des guerres) et Danyaud (employé aux bureaux du ministère), y occupent des positions stratégiques et des membres proches de Vincent - Ancard, Lecinque, Sandos, de Crosne, Roussillon, Lecreps, Verjade - intègrent l’administration militaire, consolidant ainsi leur assise au sein de l’appareil d’État. 
Dès le début 1793, quand l'effervescence populaire s'intensifie, attisée par les difficultés économiques et que les premières défaites en Belgique compromettent les acquis des premières années de la Révolution, le Club s’engage plus ouvertement dans l'arène politique.Jacques Roux, chef de file des Enragés, entraîne la Société dans une campagne pétitionnaire exigeant une application plus démocratique de la Constitution montagnarde. Cette initiative provoque la méfiance des Jacobins, qui contraignent les Cordeliers à exclure Roux après l’échec d’une tentative insurrectionnelle mené par Varlet dans la nuit du 9 au 10 mars. Cet épisode révèle les premières fractures entre les deux Sociétés. 
Dans un contexte de pression populaire croissante contre la vie chère, le 22 mai 1793, ses membres fomente l'insurrection qui entraîne la chute des girondins à la Convention nationale. A l’issue de cette lutte, le Club se détourne de son aile gauche en prenant définitivement ses distances avec les Enragés. Jacques Roux est marginalisé puis arrêté en août, tandis que les Cordeliers se rapprochent du courant incarné par Vincent et Ronsin. L’assassinat de Marat en juillet 1793 renforce leur prestige.
Ils peuvent par la suite exiger l’établissement de la Terreur et son renforcement par une vaste épuration des administrations. Le Club s’implique alors pleinement dans les campagnes de déchristianisation, soutient les manifestations sans-culottes de septembre et joue un rôle actif dans l’organisation de l’Armée révolutionnaire de l’intérieur. À cette période, ses figures dominantes – Hébert, Vincent, Ronsin et Momoro – tissent des liens étroits avec Pache, Bouchotte et Hanriot, consolidant leur influence à la Commune et au ministère de la Guerre.
À partir de l’automne 1793, la rupture avec les Jacobins devient irréversible. Tandis que ces derniers s’affirment comme les défenseurs du gouvernement révolutionnaire, les Cordeliers glissent vers l’opposition. En mars 1794, Ronsin et Carrier, galvanisés par le mécontentement des sans-culottes, appellent à l’insurrection contre les « endormeurs », visant implicitement les robespierristes.

### La fin du Club
Après la chute des Girondins, le club se divisa entre indulgents (les dantonistes) et exagérés (les hébertistes, auteurs de la loi des suspects et partisans d’une dictature de la Commune - à ne pas confondre avec les « enragés » de Jacques Roux, exclus des Cordeliers le 30 juin 1793). Les hébertistes, après avoir contribué à éliminer les Enragés du jeu politique, deviennent les porte-parole des revendications sociales les plus avancées. Devant les exigences toujours plus grandes du Club et son attitude menaçante, le Comité de salut public prend les devants en faisant arrêter les principaux dirigeants des exagérés dans la nuit du 13 au 14 mars 1794. Traduits devant le Tribunal révolutionnaire, ils sont guillotinés le 24 mars 1794. 
L’élimination des hébertistes en mars 1794 marque un tournant décisif pour le Club des Cordeliers. Privé de ses figures les plus influentes et confronté à l’emprise croissante des Jacobins, le Club entre dans une phase de déclin rapide. Les principaux guides des indulgents, quant à eux, sont arrêtés fin mars, et jugés du 2 au 4 avril 1794 en compagnie d'autres personnalités compromises dans la liquidation de la compagnie des Indes orientales. Ils sont exécutés le 5 avril ; le 13 avril, le dénouement de l'affaire de la conspiration du Luxembourg voit des exagérés (Chaumette, Gobel, Françoise Hébert) et des Indulgents (Lucile Desmoulins, Arthur Dillon) exécutés ensemble. 

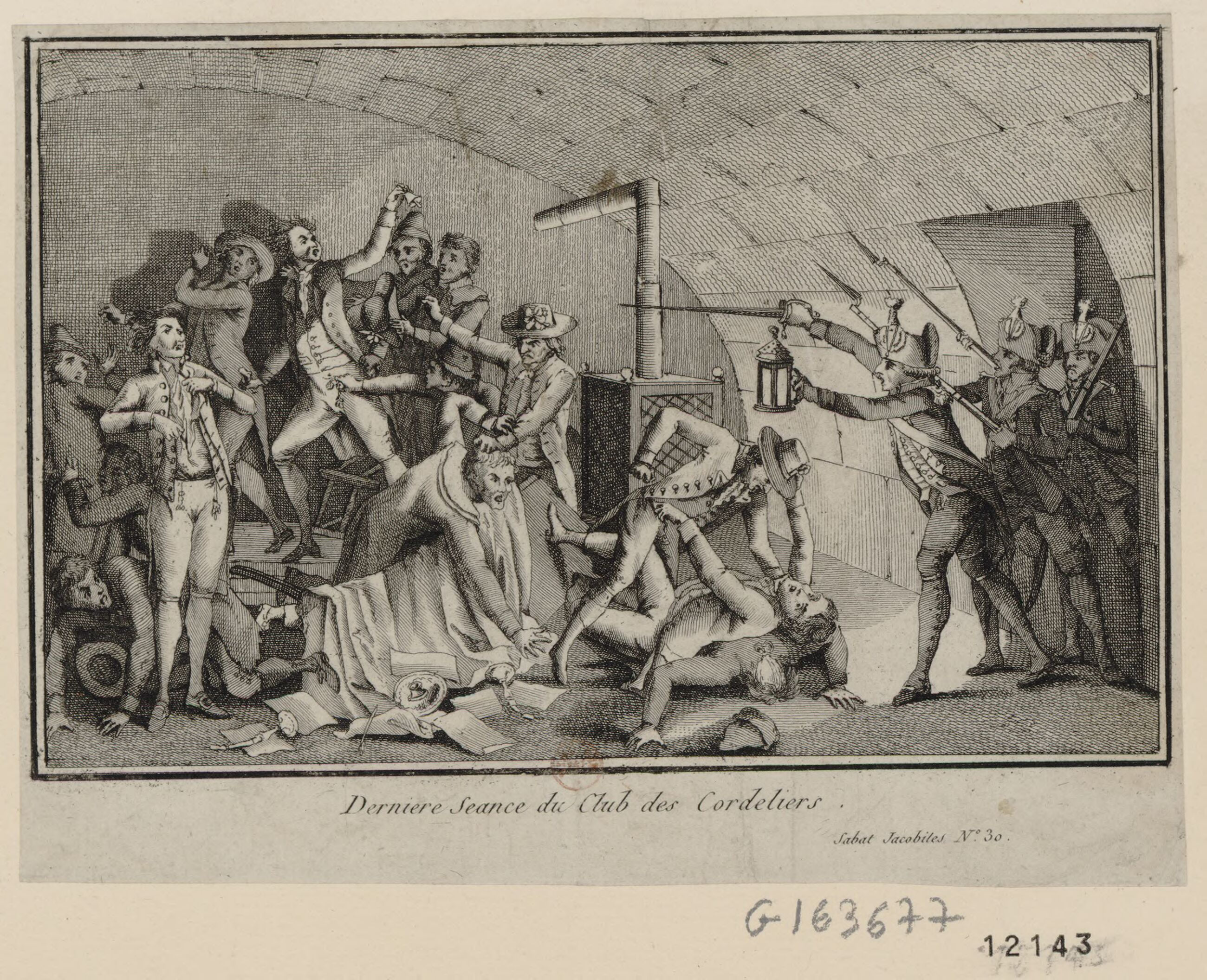
Dernière séance du Club des cordeliers, gravure satirique anonyme, Bibliothèque nationale de France.

La victoire de Robespierre et des Montagnards les plus modérés, en particulier après la répression de ventôse (février-mars 1794), achève de marginaliser ce qui fut, pendant quatre ans, le centre névralgique du radicalisme populaire.
Dès l’automne 1794, les difficultés financières témoignent de l’essoufflement du Club. Le 2 novembre, son Comité d’administration et de correspondance annonce qu’il ne reste plus un sou en caisse, contraignant l’assemblée à envisager une transformation en simple Comité général, renonçant ainsi aux infrastructures habituelles du Club. Quelques jours plus tard, le 10 novembre, un rapport de police indique que seules une quinzaine de personnes assistent à la séance. Ne pouvant plus délibérer, elles décident de transférer les bustes de Marat et de Pelletier dans une nouvelle salle, rue des Boucheries-Saint-Germain, retrouvant ainsi la salle de danse Cirier, qu’elles avaient déjà brièvement occupée en 1791.
Dans le même temps, les Jacobins poursuivent leur politique d’épuration des sociétés populaires. Couthon condamne toutes les sociétés autres que celle des Jacobins, les dénonçant comme des foyers de fédéralisme et appelant les véritables patriotes à se regrouper au sein du club dominant. Cette volonté d’unification sous l’égide jacobine signe l’acte de mort du Club des Cordeliers, qui, déjà moribond, n’ose plus tenir que des réunions sporadiques et confidentielles.
Après le 9 thermidor, le Club manifeste encore quelques signes d'activité mais n'est plus que l'ombre de lui-même. Le 15 décembre 1794, un rapport de police consigne l’état de délitement du Club quand ses réunions ne comptent qu'une quinzaine de membres. Sa disparition progressive coïncide avec un processus plus large : la mise à l’écart des sans-culottes et la fin de leur influence sur les institutions municipales. Cette répression, dénoncée par Albert Soboul comme un procès du comportement social de la sans-culotterie et des pratiques politiques populaires, marque la fin d’une époque. Saint-Just lui-même, quelques mois plus tard, notera amèrement dans ses papiers : « La Révolution est glacée. » Vaincu par le Club des jacobins, le Club des cordeliers devint une dépendance de celui-ci, mais subsista plus longtemps que lui, n’étant fermé que le 20 Pluviose III (8. Février 1795).
Réduit à l’état de relique, le Club des Cordeliers cesse définitivement d’exister dans l’indifférence générale. Après avoir été l’un des fers de lance du mouvement révolutionnaire, il disparaît sous l’effet conjugué de la répression, de la défaite politique et de l’érosion progressive des forces populaires.

## Mots d'ordre et moyens d'action

### Objectifs généraux
À la différence d’autres sociétés politiques, les Cordeliers se distinguent rapidement par leur activisme : ils organisent des enquêtes, publient des dénonciations, affichent des placards et interviennent directement en faveur des « patriotes » persécutés par le « despotisme ministériel ». Comme le souligne Mathiez, ils ne sont pas un simple espace de discussion, mais un véritable « groupement d’action et de combat ». 
Le Club des Cordeliers, plus proche des classes populaires que les Jacobins, s’impose rapidement comme un acteur central des luttes révolutionnaires sous l’Assemblée constituante, l’Assemblée législative et la Convention nationale. Ancré dans les faubourgs Saint-Antoine et Saint-Marceau, il exprime les aspirations des ouvriers et artisans, revendiquant l’application effective des principes de la Déclaration des droits de l’homme et du citoyen. Son combat vise à garantir que les droits inaliénables proclamés en 1789 deviennent une réalité concrète pour l’ensemble des citoyens.
Véritable foyer de mobilisation démocratique, il surveille les « aristocrates », contrôle les administrations et agit par le biais d’enquêtes, de souscriptions, de pétitions, de manifestations et, si nécessaire, d’insurrections. Le club se pose en vigie des pouvoirs constitués, exerçant une surveillance critique sur les institutions. Symbole de cette mission, la carte de membre représente un œil grand ouvert, « l’œil de la vigilance révolutionnaire ». Le club joue également un rôle social : il apporte un soutien matériel et juridique aux indigents. Contrairement aux Jacobins, club aux tendances centralisatrices et élitistes, son accès est libre ; aucune cotisation n’est exigée, les dons étant recueillis à la sortie dans un drapeau tendu.
Un distique, apposé à la « relique » du cœur de Marat, conservée dans la salle du club, témoigne de l’influence du journaliste sur les Cordeliers tout en synthétisant leurs principes fondamentaux :
« Du haut de cette tribune Marat dévoila les intrigants, pulvérisa les traîtres et instruisit le peuple à se servir de ses droits. »
Ces vers résument les trois axes majeurs de l’engagement cordelier. Ils rappellent d’abord la nécessité d’une vigilance révolutionnaire constante, condition essentielle à la sauvegarde de la liberté puis de la République, qui passe par la dénonciation active des ennemis du peuple. Ils soulignent également l’importance d'une l’éducation politique « fraternelle », seule garantie d’un exercice réel et éclairé de la souveraineté populaire. Enfin, ils rappellent le rôle fondamental des sociétés politiques comme espaces d’expression et de mobilisation, appuyés par la presse révolutionnaire et un réseau de correspondants en province.

### Instruire, surveiller, défendre
Dès ses origines, le Club des Cordeliers inscrit son action dans une logique de vigilance permanente, fondée sur l’idée que la publicité des affaires publiques est la meilleure garantie contre les abus de pouvoir. Héritiers d'une tradition intellectuelle des Lumières et des pratiques du district des Cordeliers, ses membres revendiquent un rôle de sentinelles de la Révolution, surveillant les autorités et dénonçant toute atteinte aux principes énoncés dans la Déclaration des droits de l’homme et du citoyen. Ses membres assistent aux séances des administrations, examinent leurs décisions et dénoncent les dérives devant le tribunal de l’opinion publique. L’emblème du club, un œil grand ouvert, illustre cette mission de surveillance et de transparence. James Rutledge, en mars 1791, qualifie le club de « sentinelle du patriotisme » capable de démasquer les intrigants municipaux.
Parallèlement, le club s’investit activement dans la défense des victimes de l’arbitraire - affaires de la Reine Audu en juin 1791, d'un soldat du régiment de Rouergue en juillet de la même année. Ses membres visitent les prisons, plaident devant les tribunaux et organisent des pétitions pour obtenir justice. L’Adresse aux Parisiens du 4 août 1791 rappelle cet engagement : les Cordeliers se consacrent « à la défense des victimes de l’oppression et au soulagement des infortunés ».

### Républicanisme et combats démocratiques
Le club des Cordeliers incarne l’une des premières et des plus radicales expressions du républicanisme français. Parmi les premiers groupes révolutionnaires à revendiquer l’instauration de ce régime en France, il se distingue par une réflexion originale, profondément ancrée dans les enjeux politiques de la Révolution, et une conception particulièrement démocratique de la République, articulée entre les idées de Rousseau et des premiers républicains anglais, comme en témoignent les emprunts aux théoriciens  Harrington, Sidney, ou encore Nedham. Dès 1789, certains membres du club militent pour l’abolition de la monarchie, et après la fuite du roi à Varennes, il joue un rôle moteur dans la mobilisation républicaine. Ce républicanisme se fonde sur la souveraineté populaire, le mandat impératif, la participation directe, et le rejet du pouvoir représentatif absolu. Selon la typologie de Keith Baker, ce « républicanisme des anciens » s’oppose à celui de Paine et Condorcet, plus représentatif du « républicanisme des modernes », qui se base sur les droits individuels et la représentation. À partir de 1790, Robert publie Le Républicanisme adapté à la France, et en mai 1791, Rutledge lance le journal Le Creuset, qui adapte les théories politiques anglaises à la situation française. En juin 1791, à la suite d’un discours de René Girardin sur la nécessité de la ratification des lois par la volonté générale, le Club adopte un arrêté en ce sens. Bien que cette première poussée républicaine soit violemment réprimée après la fusillade du Champ-de-Mars, les Cordeliers poursuivent leur combat pour un gouvernement populaire plus égalitaire. En 1792, Théodore Le Sueur, l'un des premiers présidents de la société, propose une nouvelle constitution fondée sur une démocratie directe élargie aux classes populaires.

### Affiliations
Des sociétés patriotiques sont créés partout en France : parmi eux, un grand nombre prennent modèle sur le Club des cordeliers et demandent leur affiliation, propageant ainsi les idées de ce club.

## Les membres du Club des Cordeliers
Le Club des Cordeliers se distingue par une composition sociale hétérogène et par l’absence d’un véritable parti dominant en son sein. Contrairement aux Jacobins, qui développent une hiérarchie plus affirmée autour de figures centrales comme Robespierre, le fonctionnement des Cordeliers repose sur une direction plus diffuse et sur une alternance fréquente des responsabilités.
Aux premières séances du club, Jean-Paul Marat est encore en Angleterre, tandis que les figures emblématiques du district des Cordeliers, telles que Danton, Momoro, Fabre d'Églantine et Desmoulins, ne figurent pas immédiatement parmi les meneurs mentionnés dans les comptes rendus. La diversité des cadres du club se traduit notamment par sa présidence, loin d'être monopolisée par un courant unique. André Pacifique Peyre apparaît à l'origine comme le président le plus présent, exerçant cette fonction au moins cinq fois entre janvier et juillet 1791. Il est suivi par Legendre, qui préside à trois reprises entre février et juin 1791, et par Boucher-Sauveur, élu à deux reprises en 1790 et 1791.
Albert Mathiez souligne l’absence d’un véritable « parti dantoniste » au sein des Cordeliers. Il relève que si Legendre figure régulièrement parmi les présidents du club, il alterne avec d’autres personnalités indépendantes comme l'avocat Peyre, le négociant François Lawalle L'Écuyer, l’avocat Antoine Colin, l’homme de loi Antoine Boucher-Sauveur ou encore l’ingénieur Louis Pierre Dufourny. L’administration du club repose largement sur son secrétariat, où Vincent, futur hébertiste, joue un rôle central en signant presque tous les actes entre janvier et juin 1791. Ses successeurs les plus fréquents sont Momoro, Champion, Colin et Rutledge, qui assurent la continuité du fonctionnement du club.
Il est également marqué par la forte présence de provinciaux, installés à Paris peu avant ou au début de la Révolution. Ces figures, souvent issues des élites locales, trouvent au sein du club un espace de mobilisation politique. On y retrouve notamment les Grenoblois Raimond Sainties et Jean-Baptiste Ancard, le Bordelais François Desfieux, l’Avignonnais Peyre, le Bisontin Momoro, le Messin François Lawale et le Dijonnais Claude Leboîs. Leur engagement illustre le rôle structurant du club dans l’intégration des patriotes venus de toute la France. Le Club des Cordeliers est largement ouvert aux influences révolutionnaires européennes et transatlantiques. Claude Fournier, dit l’Américain, passé par Saint-Domingue, incarne cette dimension en militant pour une Révolution sans compromis. Des Suisses comme Jean-Guillaume Virchaux (Neuchâtel) et Antoine-Joseph Chaney (Fribourg), ou encore François Robert du Pays de Liège, s’engagent activement dans le club, apportant une perspective internationale aux débats. D’autres membres, comme Jean-Jacques Rutledge, d’origine irlandaise, ou Jean-Baptiste Rotondo, agitateur italien, illustrent la diversité culturelle du club, où se croisent imprimeurs, avocats et militants venus de toute l’Europe dans le creuset révolutionnaire parisien. 
Le Club des Cordeliers rassemble une forte proportion d’hommes de loi (avocats, procureurs, magistrats), soulignant le rôle du droit dans ses débats et son organisation. Les métiers du livre et de la presse sont également bien représentés, avec des journalistes, imprimeurs et libraires, dont certains liés à L’Ami du Peuple, illustrant l’influence de la presse révolutionnaire. Enfin, de nombreux artisans et commerçants plus ou moins aisés (chaudronniers, serruriers, perruquiers, parfumeurs, orfèvres) témoignent de l’ancrage populaire du club et de l’engagement des petits métiers urbains dans la Révolution.
À son apogée en 1792, le Club des Cordeliers compte environ 600 membres, un chiffre relativement modeste en comparaison des 3 000 membres que la Société des Jacobins aurait pu réunir selon les estimations. L’identité du club repose cependant sur un attachement plus marqué aux couches populaires. Ainsi, lorsqu’en janvier 1793, la Société patriotique du Palais-Royal sollicite son affiliation, la réponse des Cordeliers met en doute le patriotisme de ses membres, qualifiés de « gros marchands et boutiquiers », une classe jugée suspecte.
L’épuration du club en mars 1794 ne laisse subsister que quarante-quatre « anciens Cordeliers », dont seulement quatre membres fondateurs. La répression contre les hébertistes frappe durement ses figures dirigeantes : Ronsin, Hébert, Vincent, Momoro, Ducroquet et le général Lamur sont arrêtés en vertu des décrets des 16 et 23 ventôse an II (16 mars 1794).

## Postérité et héritage du Club des Cordeliers
Le club des Cordeliers a durablement marqué les imaginaires politiques. Dès le début du XIXe siècle, sa mémoire est l’objet de jugements tranchés et souvent antagonistes. Pour certains observateurs hostiles, les Cordeliers incarnent une dérive extrémiste de la Révolution. Ainsi, dans un pamphlet publié en 1802, Roussel décrit le club comme un « antre d’anthropophages », peuplé de « niveleurs », accusés de prêcher « l’anarchie et la loi agraire, le meurtre et l’assassinat ». À l’inverse, Bougeart, dans une perspective républicaine, célèbre le rôle du club comme moteur de la démocratie révolutionnaire, estimant qu’il fut « celui qui a le plus contribué à l'avènement de la République et au triomphe des droits dont elle demandait sans cesse l'application ».
La figure du club fascine également les écrivains et les historiens romantiques. Jules Michelet tente, dans un style lyrique, de redonner vie aux séances cordelières. La postérité du club se manifeste également dans des formes de réappropriation. Ainsi, un « Club des Cordeliers » réapparaît à Villefranche en 1848, au moment des révolutions de février, signe de la persistance symbolique de ce nom dans l’imaginaire républicain.

## Historiographie
Sur le plan historiographique, l’étude du club souffre encore de plusieurs lacunes, notamment documentaires. Une partie des archives cordelières a été détruite pendant la Révolution, et ce qu’il en restait fut en grande partie anéanti lors de l’incendie de l’Hôtel de Ville de Paris pendant la Commune de 1871. Cette dispersion des sources explique la difficulté à mener une reconstitution exhaustive de son fonctionnement, de ses membres et de son action politique.
L’historiographie a longtemps sous-estimé le rôle et la spécificité des Cordeliers. À l’exception notable d’Albert Mathiez, auteur d’un ouvrage pionnier sur le club pendant la crise de Varennes, le mouvement cordelier a souvent été éclipsé par les figures jacobines ou girondines. Ce n’est qu’à partir des années 1980 que les travaux de chercheurs comme Raymonde Monnier, Jacques Guilhaumou ou Rachel Hammersley ont permis de réévaluer l’importance doctrinale, sociale et politique du club. Ce renouvellement historiographique met en lumière un républicanisme original, articulé à la démocratie directe, au mandat impératif et à la souveraineté populaire, au croisement des influences françaises et anglaises.

### Sources imprimées
- Charles-Aimé Dauban, Paris en 1794 et en 1795 : histoire de la rue, du club, de la famine : composée d'après des documents inédits, particulièrement les rapports de police et les registres du Comité de salut public, avec une introduction, Paris, Plon, 1869, XX-600 p. (lire en ligne)
- Jacques De Cock (dir.), Les Cordeliers dans la Révolution française, vol. 1 et 2 : Linéaments (volume 1) Textes et documents (volume 2), Lyon, Fantasques Éditions, 1er octobre 2002, 216 pages (volume 1) 1677 pages (volume 2) (ISBN 978-2-91384-608-1).
- Alexandre Tuetey, Répertoire général des sources manuscrites de l'histoire de Paris pendant la Révolution française : Assemblée constituante, vol. 2, France, Imprimerie nouvelle, 1892, Deuxième partie
- Réimpression de l'ancien Moniteur: seule histoire authentique et inaltérée de la révolution française depuis la réunion des États généraux jusqu'au Consulat (Mai 1789-Novembre 1799), vol. XIX, France, Plon Frères, Imprimeurs-Éditeurs, 1847

### Études générales
- Alphonse Aulard, « Le local du Club des Cordeliers », La Révolution Française: revue d'histoire moderne et contemporaine, Paris, vol. 28,‎ 1895, p. 490-495
- Alfred Bougeart, Les Cordeliers : documents pour servir à l'histoire de la Révolution française, Caen, H. Delesques, 1891, 408 p.
- Isabelle Bourdin, Les sociétés populaires à Paris pendant la Révolution française jusqu'à la chute de la royauté, Paris, Librairie du Recueil Sirey (société anonyme), 1937 (OCLC 3133533, LCCN 42011616)
- Anne-Marie Boursier, L’émeute parisienne du 10 mars 1793, vol. 208, France, Annales historiques de la Révolution française, 1972, 27 p., p. 204-230
- Anne-Marie Boutier et Philippe Boutry, Les sociétés politiques : Atlas de la Révolution française, volume 6, Paris, Éditions de l'EHESS, 1992, 132 p.
- (en) Howard G. Brown, War, Revolution, and the Bureaucratic State: Politics and Army Administration in France, 1791-1799, Oxford University Press, coll. « Oxford Historical Monographs », 1995, 361 p. (DOI 10.1093/acprof:oso/9780198205425.001.0001 , lire en ligne)
- (en) Katlyn Marie Carter, Democracy in Darkness: Secrecy and Transparency in the Age of Revolutions, New Haven, Yale University Press, 2023, 376 p.
- René Farge, Le local du club des Cordeliers et le cœur de Marat, 1927 (lire en ligne), p. 320-347
- Michèle Grenot, Le souci des plus pauvres : Dufourny, la Révolution française et la démocratie, Rennes, Presses Universitaires de Rennes, 2014 (ISBN 978-2-7535-2902-1)
- (en) Rachel Hammersley, French Revolutionaries and English Republicans: The Cordeliers Club 1790–1794, Rochester, Boydell & Brewer Inc., 2005
- (en) Rachel Hammersley, The English Republican tradition and eighteenth-century France : Between the ancients and the moderns, Manchester, Manchester University Press, coll. « Press Studies in Early Modern European History », 2010, XI-239 p. (ISBN 978-0-7190-7932-0), « The Cordeliers Club and the democratisation of English republican ideas », p. 185-197
- Jacques Guilhaumou et Raymonde Monnier, « Les Cordeliers et la République de 1793 », dans Michel Vovelle (dir.), Révolution et République : l'exception française, Paris, Kimé, 1994, 699 p. (ISBN 2-908212-70-6), p. 200-212.
- Jacques Guilhaumou, « Paris-Marseille en 1793 : formation, diffusion et réception des idées politiques. Étude sur le mouvement cordelier », dans Paris et la Révolution : actes du colloque de Paris I, 14-16 avril 1989, Paris, Publications de la Sorbonne, coll. « Histoire moderne » (no 22), 1989, XI-391 p. (présentation en ligne), p. 293-304.
- (en) Gary Kates, The Cercle Social, the Girondins, and the French Revolution, Princeton, Princeton University Press, 2014
- Jean-Clément Martin, Violence et révolution : Essai sur la naissance d'un mythe national, Paris, Le Seuil, 2009
- 1910 - Albert Mathiez, Le club des Cordeliers pendant la crise de Varennes et le massacre du Champ-de-Mars, volume premier, Paris, Honoré Champion, 1910 (BNF 34027566, lire sur Wikisource, lire en ligne). 
  - 1913 - Albert Mathiez, Le club des Cordeliers pendant la crise de Varennes et le massacre du Champ-de-Mars, Suppléments, Paris, Honoré Champion, 1913 (BNF 34027566, lire en ligne).
- Albert Mathiez, La Révolution française, Paris, Armand Colin, 1922
- (en) Charles B. McNamara, The Hébertists; Study of a French Revolutionary 'Faction' in the Reign of Terror, 1793-1794, New York, Fordham University, 1974
- (en) Jeremy Popkin, Marat et les journalistes de la Révolution française, Paris, Kimé, 2000
- (en) George M. Robertson, The Society of the Cordeliers and the French Revolution, 1790-1794, N.p., University of Wisconsin-Madison, 1972
- (en) Morris Slavin, The Hébertistes to the Guillotine : Anatomy of a « Conspiracy » in Revolutionary France, Baton Rouge / Londres, Louisiana State University Press, 1994, XVII-280 p. (ISBN 0-8071-1838-9, présentation en ligne).
- Michel Vovelle, La découverte de la politique : Géopolitique de la Révolution française, Paris, La Découverte, 1993
- Gérard Walter, La conjuration du neuf thermidor, Paris, Gallimard, 1946